# Червонодолинська сільська рада (Снігурівський район)
Черво́нодо́линська сільська́ ра́да — орган місцевого самоврядування у Снігурівському районі Миколаївської області. Адміністративний центр — село Червона Долина.

## Загальні відомості
- Населення ради: 2 404 особи (станом на 2001 рік)

## Населені пункти
Сільській раді підпорядковані населені пункти:
- с. Червона Долина
- с. Покровське
- с-ще Поляна
- с-ще Радгоспне
- с-ще Широке

## Склад ради
Рада складається з 16 депутатів та голови.
- Голова ради: Кузьменюк Ольга Іванівна
- Секретар ради: Матолич Людмила Іванівна

### Керівний склад попередніх скликань
| Прізвище, ім'я, по батькові | Основні відомості                                                               | Дата обрання | Дата звільнення |
| --------------------------- | ------------------------------------------------------------------------------- | ------------ | --------------- |
| Кузьменюк Ольга Іванівна    | Сільський голова, 1960 року народження, освіта середня спеціальна, позапартійна | 26.03.2006   | 31.10.2010      |
| Кузьменюк Ольга Іванівна    | Сільський голова, 1960 року народження, освіта середня спеціальна, позапартійна | 31.10.2010   |                 |

Примітка: таблиця складена за даними сайту Верховної Ради України

### Депутати
За результатами місцевих виборів 2010 року депутатами ради стали:

#### За суб'єктами висування
| Суб'єкт висування      | Кількість обраних депутатів | %    |
| ---------------------- | --------------------------- | ---- |
| Партія регіонів        | 13                          | 81,3 |
| Партія Зелених України | 2                           | 12,5 |
| Самовисування          | 1                           | 6,3  |

#### За округами
| № округу               | Прізвище, ім'я, по батькові   | Дата визнання обраним | Освіта             | Партійна приналежність      | Відомості про обраного депутата                                |
| ---------------------- | ----------------------------- | --------------------- | ------------------ | --------------------------- | -------------------------------------------------------------- |
| Партія Зелених України |                               |                       |                    |                             |                                                                |
| 1                      | Зельман Сергій Володимирович  | 05.11.2010            | середня            | член Партії Зелених України | Снігурівський УГМР, єгер                                       |
| 3                      | Захаров Віктор Станіславович  | 05.11.2010            | середня            | член Партії Зелених України | тимчасово не працює                                            |
| Партія регіонів        |                               |                       |                    |                             |                                                                |
| 2                      | Куліш Тетяна Володимирівна    | 05.11.2010            | середня            | член Партії регіонів        | Червонодолинський ДНЗ, кухар                                   |
| 4                      | Мовенко Марія Семенівна       | 05.11.2010            | середня            | член Партії регіонів        | тимчасово не працює                                            |
| 5                      | Езау Ольга Володимирівна      | 05.11.2010            | середня            | член Партії регіонів        | Червонодолинська сільська рада, касирархівник-                 |
| 6                      | Матолич Людмила Іванівна      | 05.11.2010            | вища               | член Партії регіонів        | Червонодолинська сільська рада, секретар виконкому             |
| 7                      | Чернюк Людмила Іванівна       | 05.11.2010            | вища               | член Партії регіонів        | тимчасово не працює                                            |
| 8                      | Гацко Людмила Юріївна         | 05.11.2010            | середня            | член Партії регіонів        | тимчасово не працює                                            |
| 9                      | Баран Володимир Володимирович | 05.11.2010            | середня            | член Партії регіонів        | тимчасово не працює                                            |
| 10                     | Шліхта Олена Вікторівна       | 05.11.2010            | середня спеціальна | член Партії регіонів        | Червонодолинська сільська рада, спеціаліст по роботі з молоддю |
| 12                     | Семянків Віра Петрівна        | 05.11.2010            | вища               | член Партії регіонів        | Широківська загальноосвітня школа І-ІІІ ст., секретар          |
| 13                     | Іванченко Тетяна Василівна    | 05.11.2010            | середня спеціальна | член Партії регіонів        | Широківська загальноосвітня школа І-ІІІ ст., вчитель           |
| 14                     | Рощенко Тетяна Ярославівна    | 05.11.2010            | вища               | член Партії регіонів        | Широківська загальноосвітня школа І-ІІІ ст., вчитель           |
| 15                     | Ніколенко Тетяна Данилівна    | 05.11.2010            | середня            | член Партії регіонів        | Широківський СБК, завідувачка                                  |
| 16                     | Польова Таміла Олександрівна  | 05.11.2010            | вища               | член Партії регіонів        | Широківська СЛА, акушерка                                      |
| Самовисування          |                               |                       |                    |                             |                                                                |
| 11                     | Заїкін Юрій Олексійович       | 05.11.2010            | вища               | позапартійний               | тимчасово не працює                                            |